# Proyecto parque nacional La Fidelidad (Formosa)

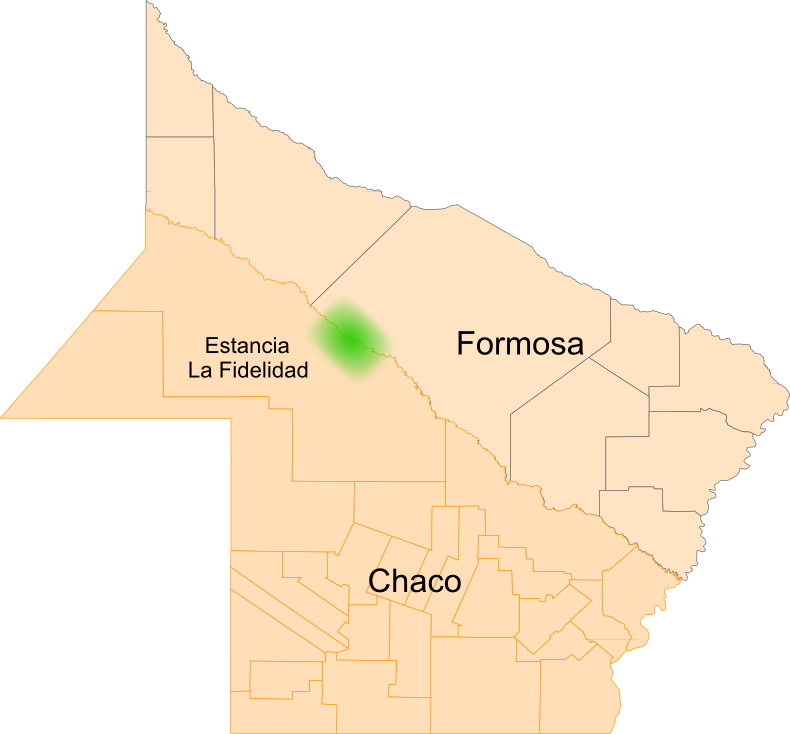
Ubicación de la Estancia La Fidelidad.

En la provincia del Chaco (Argentina), se denomina proyecto parque nacional La Fidelidad al esbozo de un área protegida de nivel nacional a la que se aspira otorgarle formalmente la categoría de parque nacional, el cual protegería una muestra representativa del ambiente chaqueño argentino. Se ubica en el Gran Chaco sudamericano, al norte del país, en el centro de la zona conocida como El Impenetrable, y comprende la totalidad de las 100 000 ha del sector formoseño de la enorme estancia La Fidelidad —de 250 000 hectáreas—, seccionada a la mitad por el cauce del río Bermejo. La otra porción de esa propiedad, situada jurisdiccionalmente en el departamento General Güemes de la provincia del Chaco —de 150 000 ha— fue declarado parque nacional El Impenetrable.
Sus principales atractivos residen en su enorme superficie, la cual aún mantiene un buen estado de conservación y características prístinas en muchos sectores, lo que conlleva la supervivencia de abundante fauna mayor.

## Historia del área
La estancia La Fidelidad era una propiedad de Jorge Born. La actividad productiva que en ella se realizaba era la tradicional ganadera extensiva en campo natural. Al comenzar la década de 1970, fue adquirida por los hermanos, de origen italiano, Luis y Manuel Roseo, hasta ese entonces, dedicados a la industria textil. 
A causa de su inexperiencia, la marcha de la economía del emprendimiento no fue buena. Por ejemplo, adquirieron 3000 cabezas de ganado bovino, y simplemente soltaron en “La Fidelidad” sin prever que, al no contar con alambrados internos, se perderían en la inmensidad. Hasta el año 2013, la población feral así iniciada aún se mantenía en el área.   
Luis murió en el año 1984, quedando la propiedad en manos de Manuel, quien tampoco tenía hijos conocidos. Pese a las deudas que acumulaba, su propietario se negaba a vender parte del predio, viviendo muy modestamente, y trabajando en una carpintería lo producido por el predio, en el cual la productividad estaba limitada a la extracción de madera, especialmente de algarrobo, pero aun así era muy localizada. 
El 13 de enero de 2011, en la localidad de Juan José Castelli, Roseo, de 75 años, y su cuñada Nelly Bartolomé, de 73 años, viuda de su hermano, fueron torturados y luego asesinados por una mafia, con el objetivo de apropiarse de esos campos, valuados en 250 millones de dólares.
La misma estaría relacionada con una organización de escribanos, abogados, y empresarios, que habría intentado e incluso concretado ventas fraudulentas de sectores de la estancia a multinacionales cerealeras y a empresarios sin el conocimiento ni consentimiento del propietario.

### Acciones para la conservación del sector formoseño
Por su superficie y ubicación, dentro del corredor natural del río Bermejo, esta gigantesca estancia (que formaba un cuadrado de unos 50 km de lado) siempre ha despertado un especial interés entre los conservacionistas. El sector formoseño presenta su vegetación natural en un 95 %, estando desmontadas solo el restante 5 % (5000 ha) ubicadas en su vértice nordeste.
Mientras en la provincia del Chaco las acciones para transformarlo en un parque nacional marcharon a un ritmo sostenido, en Formosa no ocurrió lo mismo, especulándose si la provincia debería o no transferir las tierras a la jurisdicción nacional.
La sanción de la ley nacional 26331 de Conservación de los Bosques Nativos posibilitó que la provincia sancione la ley provincial N° 1552 de bosques nativos en el Plan de Ordenamiento Territorial (POT), buscando una categorización de las masas boscosas formoseñas en función de las necesidades de desarrollo y sus cualidades para la conservación. La zona de la estancia la Fidelidad estaba incluida en una calificación laxa, Categoría 3 (verde). Como media básica para su protección el estado provincial recategorizó sus 100 000 ha como zona II o amarilla, de modo que se permite aún allí el uso ganadero, pero quedó vedado en el predio el desmonte. Sin embargo, hacia fines de 2013 este continuaba, aunque de manera no industrial, es decir, de igual manera en que lo hacía su fallecido propietario. 
Hay una propuesta para que queden en amarillo solo 75 000 ha, mientras que las restantes 30 000 ha (sobre la costa del río Bermejo y ya pertenecientes a la zona Corredores del Ordenamiento Territorial) pasarían a la categoría roja  (correspondiente a la categoría I en la Ley Nacional 26331).
También la provincia incluyó su superficie en la Zona “Corredores”, ya presente en el POT Formosa, lo que le otorgó funcionalidad al mismo a la vez que lo fortaleció al generar la indispensable continuidad que todo corredor debe presentar, para unir eficazmente las distintas áreas protegidas de la provincia del Chaco con las dos reservas indígenas formoseñas (situadas al norte de La Fidelidad) y más al norte con el corredor formado por el eje del Bañado la Estrella. 
Sobre el límite noreste y noroeste del sector formoseño de la estancia se encuentran comunidades aborígenes, las que se beneficiarían con una revisión de la zonificación a nivel del propio predio, lo cual además aseguraría la unidad de este como pieza de un corredor biológico.
Paralelamente, abrió el área a los investigadores para relevar la biodiversidad que posee.

## Características geográficas
El sector correspondiente a Formosa de la estancia La Fidelidad, conocido localmente como ex Bunge y Born, se sitúa en el extremo oeste del departamento Patiño, limitando por el oeste con el también formoseño departamento Bermejo, y por el sur con la provincia del Chaco.
Esta porción formoseña se recuesta —por el sudoeste— sobre el curso del río Teuco (un brazo del Bermejo), por lo que su relieve es variado, comparándolo con otras zonas chaqueñas. Próximo al río se encuentran albardones y galerías forestales con suelos más altos y húmedos. Los antiguos meandros de cauces fluviales abandonados son denominados localmente “caños”, y en ellos se presentan alargadas franjas de altos pastizales de tipo sabana. En lugares más bajos del terreno se acumula el agua de las lluvias, dando lugar a distintos tipos de cuerpos de agua, como lagunas, temporarias o permanentes.

## Biodiversidad
Está situada en la interfase ecotonal entre el chaco semiárido y el chaco húmedo, por lo que se encuentran especies de ambos biomas, aumentando de este modo su biodiversidad. 
Ecorregionalmente pertenece a la ecorregión terrestre chaco occidental, con algunas ingresiones correspondientes a la del chaco húmedo, mientras que sus arroyos y lagunas se incluyen en la ecorregión de agua dulce Chaco.

### Fauna

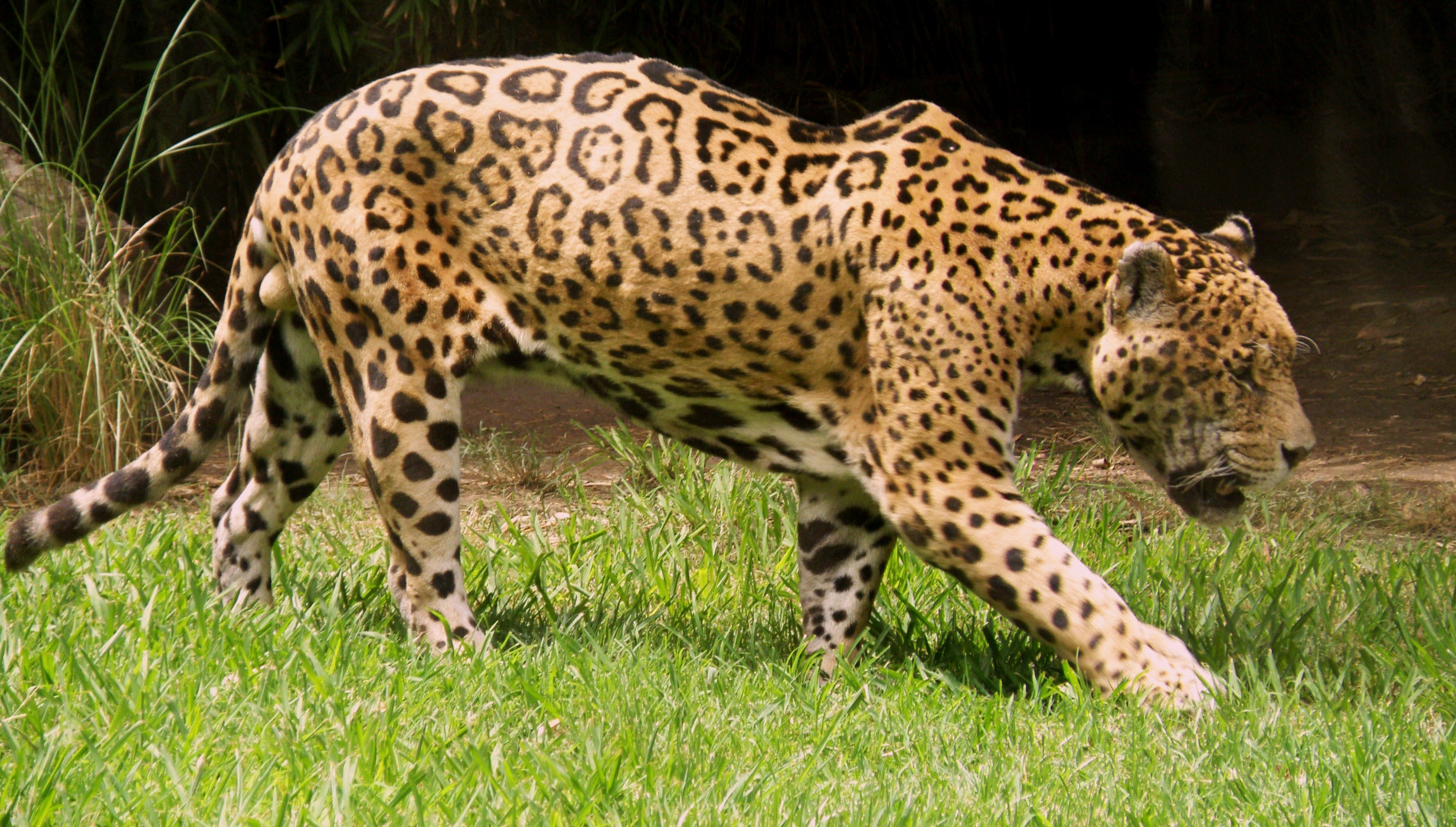
Yaguareté austral.

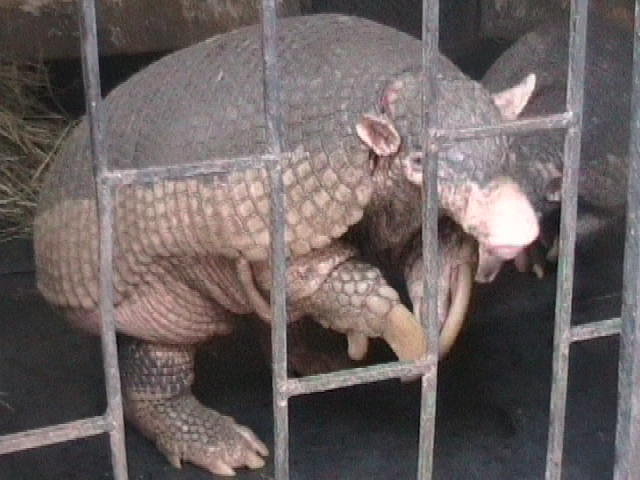
Tatú carreta.

El área se destaca por su abundancia de especies de fauna mayor, además de poseer una enorme superficie la cual podría contener números significativos de ejemplares de las mismas, las que requieren de importantes extensiones con vegetación sin alteraciones destacadas. A muchas de sus especies se las categoriza, en listados nacionales o mundiales, como especies en peligro de extinción.
Mamíferos
Se ha detectado la presencia de numerosas especies de mamíferos; muchos de ellos están amenazados, los cuales son muy raros o están extintos en otras áreas chaqueñas. Destacan: yaguareté, puma, yaguarundí, gato montés, ocelote, aguará-guazú, zorro pampa, zorro de monte, coatí, aguará-popé, zorrino de cola blanca, hurón mayor, 3 especies de pecaríes: de collar, labiado y pecarí quimelero, tapir, corzuela parda, corzuela rojiza, oso hormiguero grande, oso melero, comadreja overa, conejo tapetí, carpincho, conejo de los palos, vizcacha, cuis, tatú carreta, quirquincho, mulita grande, cabasú chaqueño, tatú peludo, quirquincho bola, mono carayá negro, mono mirikiná, vampiros comunes, etc. Entre los animales asilvestrados se detectan aún a vacunos, caballos y burros.
Aves

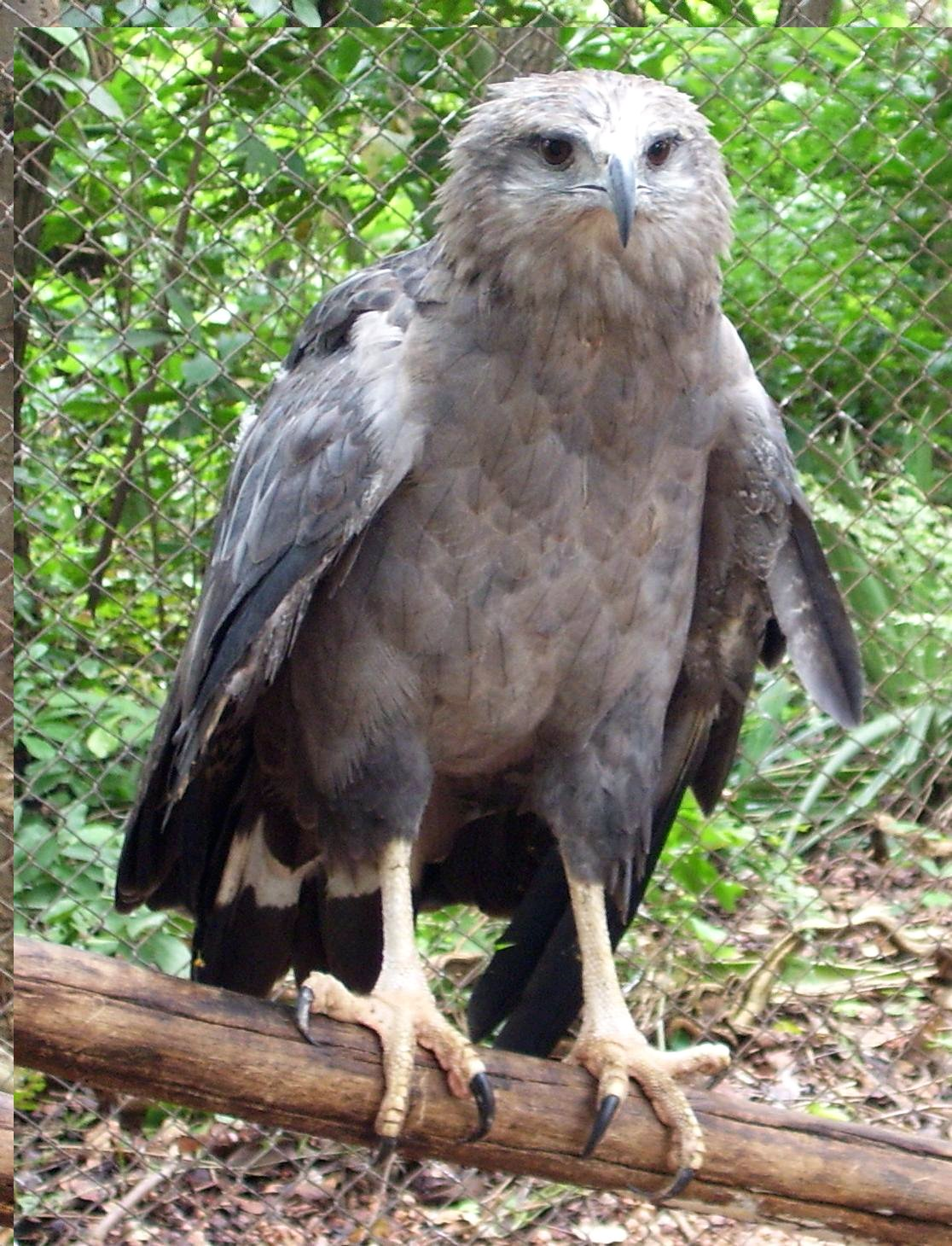
Águila coronada.

En conjunto con el sector chaqueño, ya se encontraron al menos 163 especies de aves, entre ellas destacan algunas amenazadas, por ejemplo el águila coronada, el loro hablador chaqueño, el matico y el ñandú. Son comunes la chuña de patas negras, charata, palomita colorada y pato picazo.
Reptiles

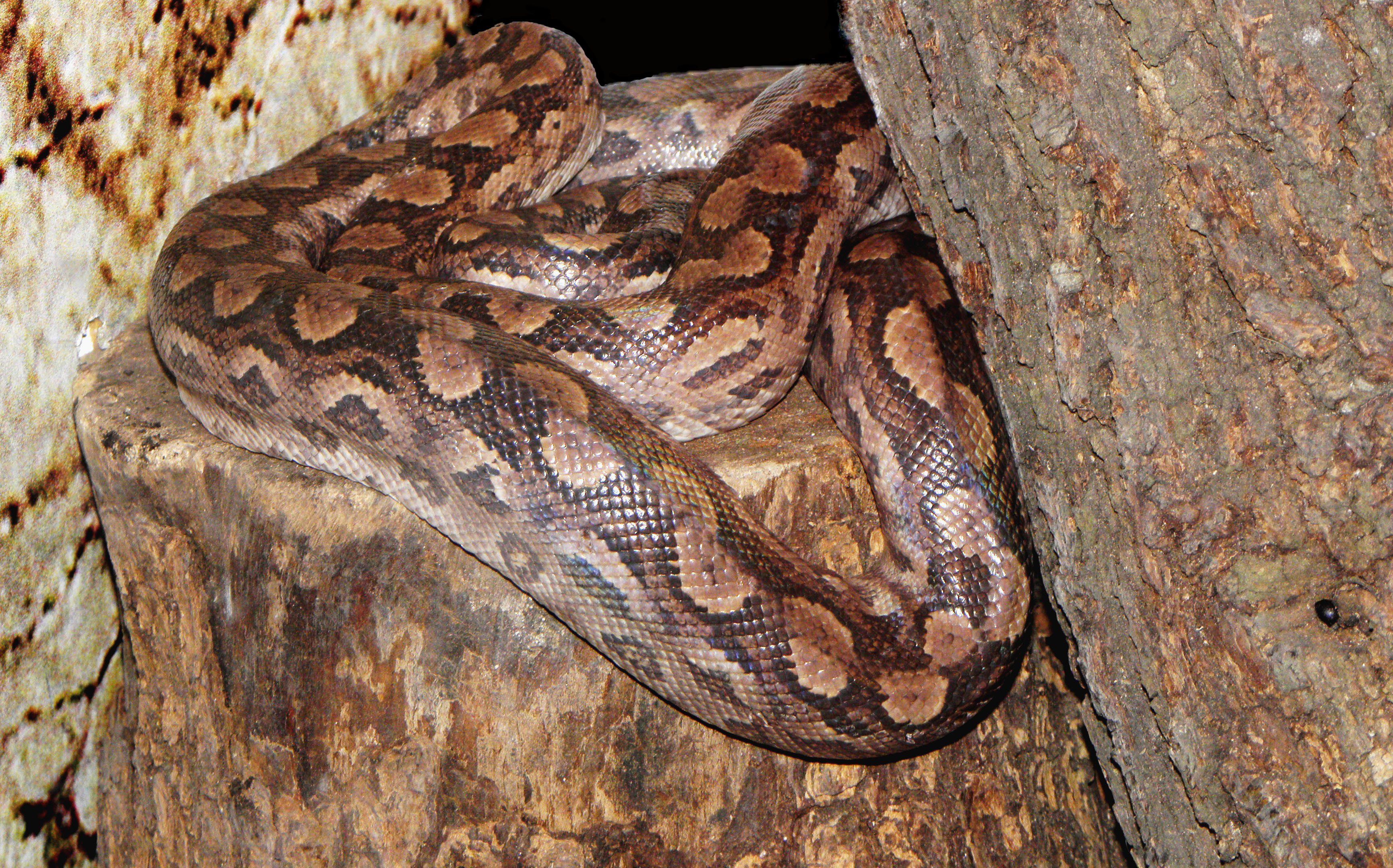
boa arcoíris chaqueña.

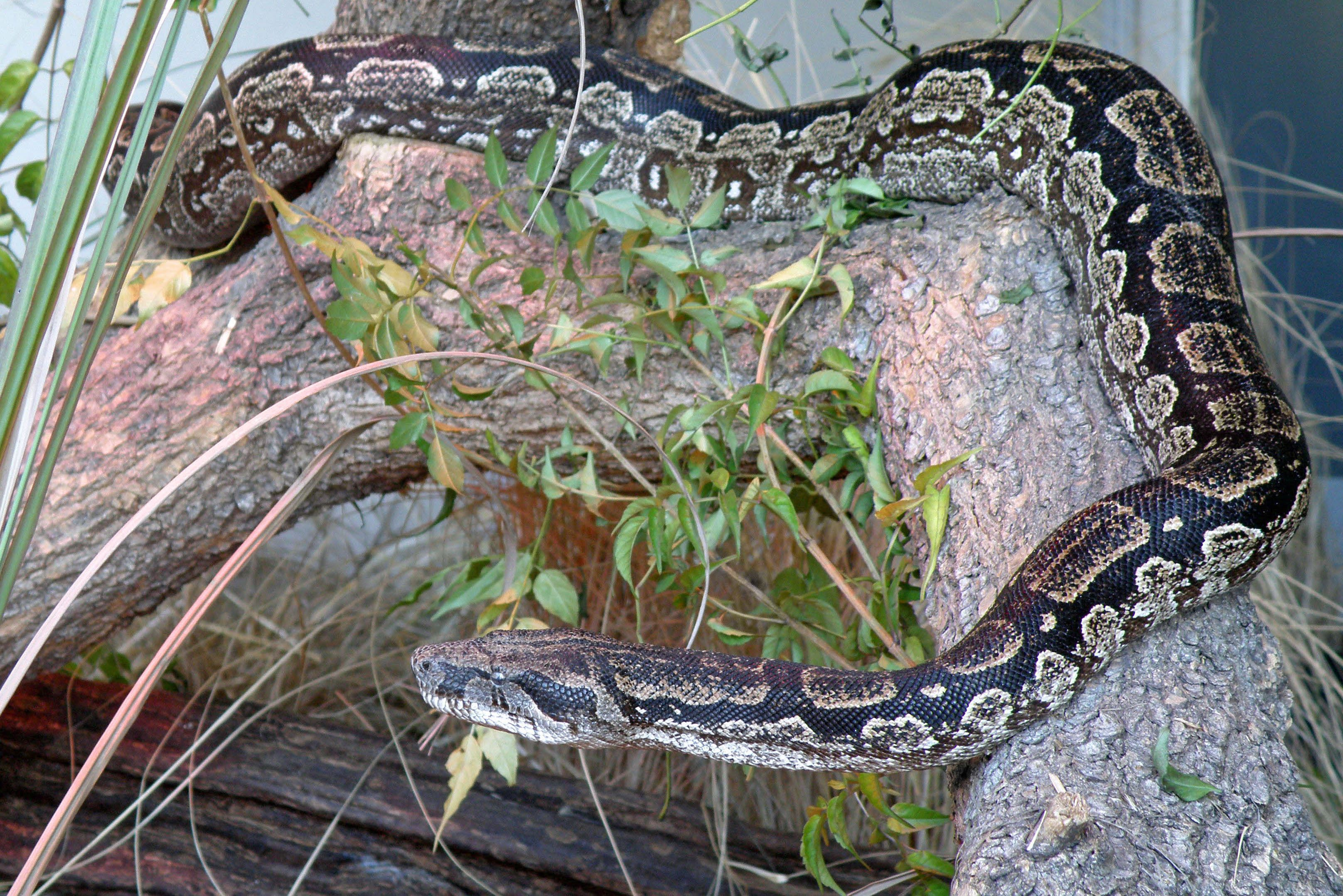
Boa de las vizcacheras o lampalagua.

Entre las especies de reptiles las más llamativas son las boas: la denominada boa arcoíris chaqueña y la de las vizcacheras o lampalagua, y los yacarés ñatos. También se encuentran peligrosos ofidios venenosos, como la víbora de cascabel, y las yararáes grande y chica.
Anfibios
Entre las especies de anfibios listadas se encuentran, entre otras, la rana criolla y Physalaemus santafecinus.
Invertebrados
Llaman la atención los enormes hormigueros, con forma de pequeñas mesetas de consistencia dura, de medio metro de alto y varios metros de diámetro, de los que parten hacia todas las direcciones  innumerables caminos de hormigas. Vuelan en búsqueda de sangre las minúsculas moscas de la arena, denominadas localmente carachay, mientras que por el suelo deambulan enormes arañas pollito.  
Las flores son visitadas por las abejas del género Melipona, productoras de la denominada miel de palo.

### Flora
Fitogeográficamente el área pertenece al distrito fitogeográfico chaqueño occidental de la provincia fitogeográfica chaqueña, con algunas ingresiones ecotonales correspondientes al distrito fitogeográfico chaqueño oriental de la misma provincia fitogeográfica.
Se encuentran bosques de vinal (vinalares) así como de otras especies de algarrobos. Destacan los quebrachos blanco y colorado santiagueño. Otras especies del dosel arbóreo son el palo santo, mistol, viraró, itín, moradillo, saucillo, molle, talas, chañar, Capparis, el palo borracho de flor blanca o yuchán y grandes cactáceas de los géneros Opuntia, Cereus, y Trichocereus.
En los albardones que bordean el río Bermejo abundan bosques de aliso de río, sauce criollo, y palo amarillo. Algo más alejados del río se observan ejemplares de palo jabón y palo piedra.

## Infraestructura y acceso
El sector formoseño posee algunos puestos ganaderos unidos por caminos polvorientos, intransitables luego de las lluvias del estío. La localidad más próxima es Las Lomitas, la cual posee comunicación por pavimento mediante la ruta nacional 81. Desde allí parte La ruta provincial 28 la cruza, y continúa hacia el sudoeste para penetrar en el área protegida, recorriendo el sector oriental hasta alcanzar la ribera del río Teuco, donde se encuentra la Estación de bombeo "Victoria" (en el paraje Kilómetro 642).
Localidades y parajes menores sobre la ruta 81, y próximos al área protegida, son Pozo del Tigre, Juan G. Bazán y Teniente Brown. Desde esta última parte también hacia el sudoeste una ruta que recorre el sector occidental de la reserva. Al llegar a la zona próxima al río Teuco se conecta con la ruta provincial 9, la cual proviene del paraje San Camilo, unido por la ruta provincial 37 a Laguna Yema. La 9 prosigue hacia el sudeste contorneando el Teuco hasta conectarse con la ruta 28 en "Victoria".

## Amenazas y controles
En el sector de la estancia situado en la jurisdicción de la provincia de Formosa aún no se han instituido medidas de preservación efectivas. La abundante presencia de cazadores furtivos representa la principal amenaza, ya que esta actividad, obviamente es incompatible con un destino proteccionista del área. La Administración de Parques Nacionales de la Argentina destinó algunos guardaparques nacionales para reforzar los controles en la ribera chaqueña del Teuco. 
De concretarse la implementación de un parque nacional, los turistas tendrán un nuevo destino en Formosa para ver la fauna mayor chaqueña, con un completo elenco de especies.